# Ягушевский, Владимир Владиславович
Владимир Владиславович Ягушевский (1889 — 1938) — советский военный деятель, начальник Пермской военной школы авиационных техников и пилотов и Борисоглебской военной школы лётчиков, бригадный комиссар.

## Биография
Родился 10 августа 1889 года в г. Новгороде Новгородской губернии Российской Империи.
С 1900 по 1906 год учился в Введенской гимназии города Санкт Петербург, из которой был исключён за участие в забастовке. В 1907 году сдал экстерном выпускные экзамены в Леонтьевской гимназии.
С осени 1907 года по май 1908 года находился в заключении, с 1908 по 1911 год в ссылке в г. Мезень Архангельской губернии, где познакомился с И. Арманд и К. Ворошиловым.
После ссылки, вплоть до  июнь 1914 года, проживал в Житомире, давал уроки, имел случайные заработки.
В сентябре 1915 года призван на воинскую службу рядовым 213-го запасного пехотного батальона, 47-й стрелковый полк.
С ноября 1916 по февраль 1917 – учёба в в Душетской школе прапорщиков. После окончания которой вступил в должность младшего офицера 194-го стрелкового полка (г. Москва).
В 1917 году вступил в Партию левых социалистов-революционеров, членом которой был по июль 1918 года. Член РКП(б) с 1918 года.
С ноября 1917 по март 1918 – комендант Центрального штаба Красной Гвардии (г. Москва). С марта 1918 по февраль 1919 - член коллегии мобилизационного отдела военкомата г. Москвы.
В 1918-1919 – член коллеги о пленных и беженцах Московской губернии.
С 15 февраля 1919 помощник киевского окружного комиссара, далее помощник начальника гарнизона г. Киева, затем помощник главного начальника снабжения Украинской ССР и с 24 февраля по 28 августа 1920 года являлся киевским окружным комиссаром. Одновременно - председатель полевого реввоентрибунала, Петлюровский Фронт. С октября 1919 по февраль 1920 – помощник начальника Центрального управления Всеобуча РККА по политчасти.
С февраля по август 1920 - окружной военком Киевского ВО.
С осени 1920 года врид военком командного управления Всероссийского главштаба РККА, далее на должности военкома организационного управления Всероссийского главштаба РККА, затем по 1923 год – помощник главного начальника снабжения РККА.
С марта по октябрь 1924 учился в Качинской школе военных лётчиков РККА (г. Севастополь), после учился в Военно-воздушной академии РККА, окончил 1 курс в 1924 г.
С 1924 по 1929 начальник 2-й ВШЛ (высшей лётной школы) в Борисоглебске.
Учился на технических курсах усовершенствования высшего начсостава ВВС РККА, окончил в 1929 г.
С 1932 начальник учебно-строевого управления ВВС РККА; начальник 2 Управления ВВС РККА; начальник 9 управления ВВС РККА.
С 1937 по 1938 начальник 3-й авиашколы в Перми.
Арестован 21 февраля 1938, приговорён ВКВС СССР 15 августа того же года к высшей мере наказания. Реабилитирован посмертно 23 марта 1967 года.

## Награды
- Орден Красной Звезды; (25.05.1936)